# President de Finlàndia
El President de Finlàndia és el Cap d'Estat de Finlàndia. El càrrec (en finès: presidentti) fou creat en 1919. El càrrec de president té una durada de 6 anys i des de l'any de 1994 la reelecció es limita a un període consecutiu. Només poden ser presidents ciutadans nascuts a Finlàndia. De 1919 a 1988 el president era triat per un col·legi electoral. Les eleccions de 1988, no obstant això, es van fer amb dos sistemes paral·lels: si cap candidat arribava a la majoria el president seria triat novament mitjançant el sistema de col·legi electoral. Tal complicació desapareixeria en les eleccions subsegüents, car des de 1988 l'elecció del president es realitza de manera directa i si cap candidat arriba a la majoria, els dos candidats més votats van a una segona volta.

## Llista de presidents de Finlàndia
| #   | Imatge | Nom (Naixement-Mort)                            | Inici mandat | Fi mandat              | Partit                                                          |                                                                                  |                                                                                  |                                                                                  |
| --- | --- | ----------------------------------------------- | --- | ---------------------- | --------------------------------------------------------------- | -------------------------------------------------------------------------------- | -------------------------------------------------------------------------------- | -------------------------------------------------------------------------------- |
| 1.  | Kaarlo Juho Ståhlberg | Kaarlo Juho Ståhlberg (1865–1952)               | 27 de juliol de 1919 | 1 de març de 1925      | Partit Nacional Progressista (ED)                               |                                                                                  |                                                                                  |                                                                                  |
| 1.  | Kaarlo Juho Ståhlberg | Kaarlo Juho Ståhlberg (1865–1952)               | President del Parlament entre 1914 i 1917, elegit president pel Parlament el 1919 |                        |                                                                 |                                                                                  |                                                                                  |                                                                                  |
| 2.  | Lauri Kristian Relander | Lauri Kristian Relander (1883–1942)             | 1 de març de 1925 | 1 de març de 1931      | Lliga Agrària (ML) (més tard anomenat Partit del Centre (KESK)) |                                                                                  |                                                                                  |                                                                                  |
| 2.  | Lauri Kristian Relander | Lauri Kristian Relander (1883–1942)             | President del Parlament entre 1919 i 1920, elegit president per col·legi electoral el 1925 |                        |                                                                 |                                                                                  |                                                                                  |                                                                                  |
| 3.  | Pehr Evind Svinhufvud | Pehr Evind Svinhufvud (1861–1944)               | 1 de març de 1931 | 1 de març de 1937      | Partit de la Coalició Nacional (KOK)                            |                                                                                  |                                                                                  |                                                                                  |
| 3.  | Pehr Evind Svinhufvud | Pehr Evind Svinhufvud (1861–1944)               | President del Parlament entre 1907 i 1912, Regent (cap d'estat interinament) de Finlàndia al 1918; Primer Ministre (1917-1918) i (1930-1931), elegit president per col·legi electoral el 1931                                                                                           |                        |                                                                 |                                                                                  |                                                                                  |                                                                                  |
| 4.  | Kyösti Kallio | Kyösti Kallio (1873–1940)                       | 1 de març de 1937 | 19 de desembre de 1940 | Lliga Agrària (ML)                                              |                                                                                  |                                                                                  |                                                                                  |
| 4.  | Kyösti Kallio | Kyösti Kallio (1873–1940)                       | President del Parlament (1920-1921), (1922), (1924-1925), (1929) i (1930-1936), Primer Ministre (1922-1924), (1925-1926), (1929-1930) i (1936-1937), elegit president per col·legi electoral el 1937, deixà el càrrec a causa de la seva mort, per problemes de salut                   |                        |                                                                 |                                                                                  |                                                                                  |                                                                                  |
| 5.  | Risto Ryti | Risto Ryti (1889–1956)                          | 19 de desembre de 1940 (interinament per Kallio des del 27 de novembre de 1940) | 4 d'agost de 1944      | Partit Nacional Progressista (ED)                               |                                                                                  |                                                                                  |                                                                                  |
| 5.  | Risto Ryti | Risto Ryti (1889–1956)                          | Primer Ministre (1939-1940) i durant el seu mandat presidencial entre 1940 i 1941; elegit president per col·legi electoral el 1940; reelegit el 1943; presentà la dimissió el 1944 |                        |                                                                 |                                                                                  |                                                                                  |                                                                                  |
| 6.  | Carl Gustaf Emil Mannerheim | Carl Gustaf Emil Mannerheim (1867–1951)         | 4 d'agost de 1944 | 8 de març de 1946      | Comandant en Cap de l'exèrcit / Independent                     |                                                                                  |                                                                                  |                                                                                  |
| 6.  | Carl Gustaf Emil Mannerheim | Carl Gustaf Emil Mannerheim (1867–1951)         | Regent (cap d'estat interinament) de Finlàndiia entre 1918 i 1919; elegit president el 1944 pel Parlament; presentà la dimissió el 1946 |                        |                                                                 |                                                                                  |                                                                                  |                                                                                  |
| 7.  | Juho Kusti Paasikivi | Juho Kusti Paasikivi (1870–1956)                | 8 de març de 1946 | 1 de març de 1956      | Partit de la Coalició Nacional (KOK)                            |                                                                                  |                                                                                  |                                                                                  |
| 7.  | Juho Kusti Paasikivi | Juho Kusti Paasikivi (1870–1956)                | Primer Ministre al 1918 i entre 1944 i 1946; elegit president el 1946 pel Parlament i reelegit per col·legi electoral al 1950 |                        |                                                                 |                                                                                  |                                                                                  |                                                                                  |
| 8.  | Urho Kekkonen | Urho Kekkonen (1900–1986)                       | 1 de març de 1956 | 27 de gener de 1982    | Lliga Agrària (ML) /Partit del Centre (KESK)                    |                                                                                  |                                                                                  |                                                                                  |
| 8.  | Urho Kekkonen | Urho Kekkonen (1900–1986)                       | President del Parlament (1948-1950), Primer Ministre (1950-1953) i (1954-1956), elegit president per col·legi electoral el 1956 i reelegit el 1962, 1968 i 1978; presentà la dimissió el 1981 per motius de salut, i l'aleshores Primer ministre Mauno Koivisto va esdevenir president. |                        |                                                                 |                                                                                  |                                                                                  |                                                                                  |
| 9.  | | Mauno Koivisto (1923-2017)                      | 27 de gener de 1982 (interinament per Kekkonen de l'11 de setembre de 1981) | 1 de març de 1994      | Partit Socialdemòcrata (SDP)                                    |                                                                                  |                                                                                  |                                                                                  |
| 9.  | Primer Ministre entre (1968-1970) i (1979-1982); elegit president per col·legi electoral el 1982 i reelegit el 1988. Primer president nascut en la Finlàndia independent. Únic president que serví a les forces armades en el període 1939-1945 | Mauno Koivisto (1923-2017)                      | |                        |                                                                 |                                                                                  |                                                                                  |                                                                                  |
| 10. | Martti Ahtisaari | Martti Ahtisaari (1937-2023)                    | 1 de març de 1994 | 1 de març de 2000      | Partit Socialdemòcrata (SDP)                                    |                                                                                  |                                                                                  |                                                                                  |
| 10. | Martti Ahtisaari | Martti Ahtisaari (1937-2023)                    | Elegit per elecció directa el 1994, Premi Nobel de la Pau el 2008 |                        |                                                                 |                                                                                  |                                                                                  |                                                                                  |
| 11. | Tarja Halonen | Tarja Halonen (1943-)                           | 1 de març de 2000 | 1 de març de 2012      | Partit Socialdemòcrata (SDP)                                    |                                                                                  |                                                                                  |                                                                                  |
| 11. | Tarja Halonen | Tarja Halonen (1943-)                           | Primera dona electa per al càrrec al 2000; reelegida al 2006 |                        |                                                                 |                                                                                  |                                                                                  |                                                                                  |
| 12. | Sauli Niinistö | Sauli Niinistö (1948-)                          | |                        |                                                                 |                                                                                  |                                                                                  |                                                                                  |
| 12. | Sauli Niinistö | Sauli Niinistö (1948-)                          | 1 de març de 2012 | 1 de març de 2024      | Partit de la Coalició Nacional (KOK)                            | President del Parlament (2007-2011); elegit president el 2012; reelegida al 2018 | President del Parlament (2007-2011); elegit president el 2012; reelegida al 2018 | President del Parlament (2007-2011); elegit president el 2012; reelegida al 2018 |
| 13. | Alexander Stubb | Alexander Stubb (1968-)                         | 1 de març de 2024 | Present                | Partit de la Coalició Nacional (KOK)                            |                                                                                  |                                                                                  |                                                                                  |
| 13. | Alexander Stubb | Elegit president per col·legi electoral el 2024 | |                        |                                                                 |                                                                                  |                                                                                  |                                                                                  |